# Хоменътмен (списание)
„Хоменътмен“ (H.M.E.M.) е периодическо списание на Арменското общо спортно дружество „Хоменътмен“ в Пловдив. В периода 1 септември – 1 декември 1925 г. излиза като „Спортист“ (Marzig), а от 1 януари до юни 1926 г. е „Хоменътмен“.

## Спортист
В списание „Спортист“ се публикуват спортни въпроси. Излиза в началото на всеки месец. Редактор е Г. Газаросян. Издател е д-р Т. Товмасян от Пловдив. Отпечатва се в печатница „Хай Кир“ в София.

## Хоменътмен
Списание „Хоменътмен“ помества материали за организационния живот на дружеството, статии по спорта и скаутите. Редактор е Г. Газаросян.
- Броеве на списанията
- Списание „Спортист“, 1 декември 1925 г.
- Списание „Хоменътмен“, 1 април 1926 г.